# André Knapp

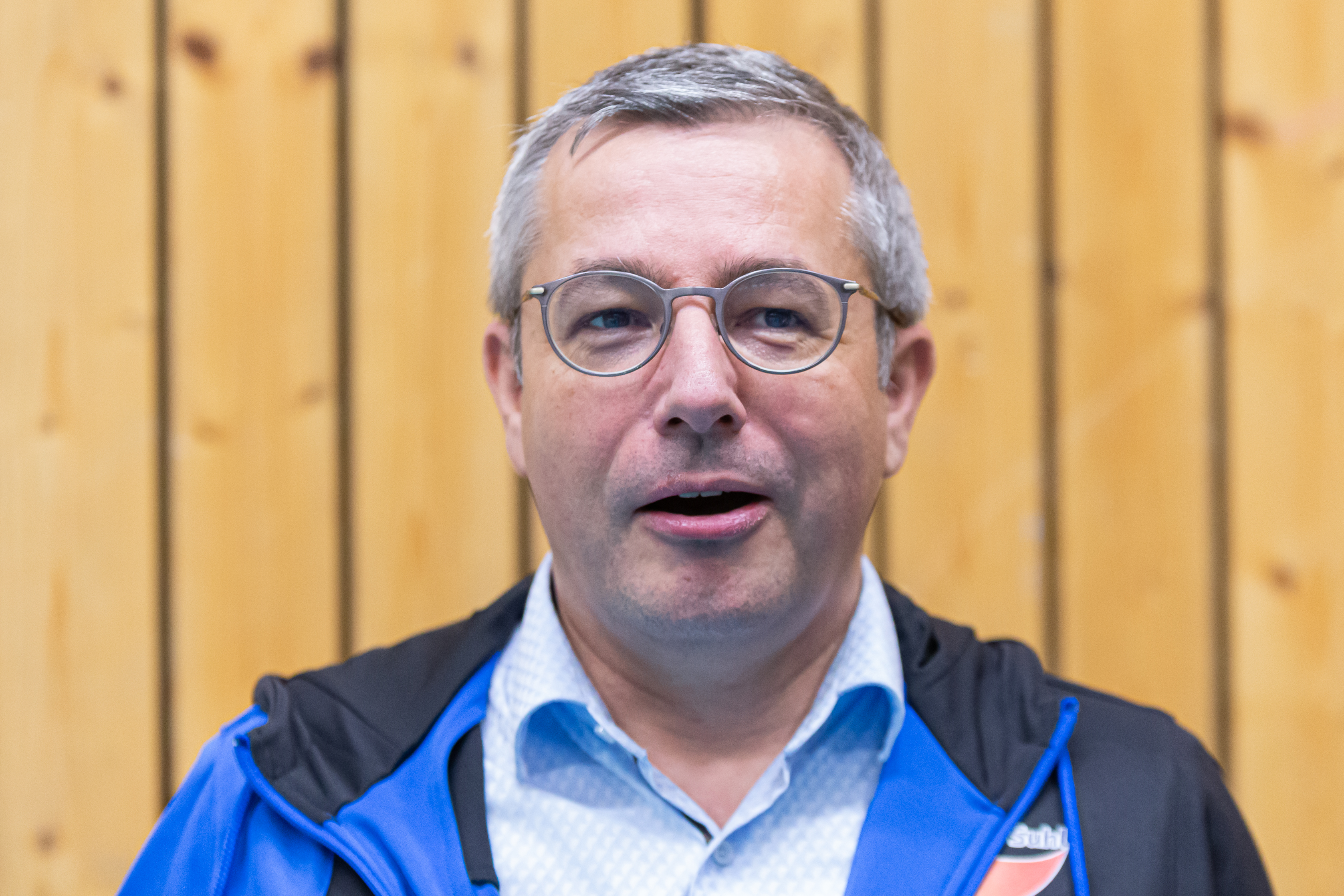
André Knapp (2019)

André Knapp (* 30. August 1973 in Schmalkalden) ist ein deutscher Kommunalpolitiker (CDU) und seit Juli 2018 Oberbürgermeister von Suhl.

## Leben
Aufgewachsen in Suhl begann Knapp 1990 eine Ausbildung zum Bankkaufmann. Nachdem er anschließend für sechs Monate als Trainee bei Sparkassen in Kopenhagen und Odense gearbeitet hatte, war er tätig für die Rhön-Rennsteig-Sparkasse. 1996/97 erlangte er die Qualifikation zum Sparkassenbetriebswirt und 1997/98 zum Bankbetriebswirt. Von 2004 bis 2007 absolvierte er ein finanzwirtschaftliches Fernstudium an der Hochschule der Sparkassen-Finanzgruppe zum Bachelor of Science. Ab 2005 leitete er die Immobilienabbteilung der Sparkasse.  
Knapp ist Vater zweier Töchter und eines Sohnes.

### Politische Laufbahn
Knapp trat 2009 in die CDU ein und wurde zunächst als sachkundiger Bürger im Finanz-, Vergabe- und Rechnungsprüfungsausschuss aktiv. 2010 wurde er Beisitzer im CDU-Kreisvorstand, 2012 stellvertretender Vorsitzender, was er bis 2015 blieb. Im Jahr 2022 wurde er zum Kreisvorsitzenden der CDU gewählt. Bei der Kommunalwahl 2014 wurde er in den Stadtrat gewählt, in dem er Fraktionsvorsitzender der CDU/FDP-Fraktion wurde.  
2018 trat er von der FDP unterstützt als CDU-Kandidat bei der Oberbürgermeisterwahl an. Nachdem er im ersten Wahlgang noch hinter dem parteilosen Amtsinhaber Jens Triebel gelegen hatte, wurde er in der Stichwahl mit 52,4 % der Stimmen gewählt. Am 1. Juli 2018 trat er sein Amt an. Bei den Kommunalwahlen am 26. Mai 2024 wurde er mit 82,1 % der Stimmen wiedergewählt.
Im Zuge der thüringischen Gebietsreform schlug Knapp vor, Suhl mit dem benachbarten Landkreis Schmalkalden-Meiningen zusammenzuschließen, um die wirtschaftliche Lage Suhls zu verbessern.